# Nemoria venustus
Nemoria venustus är en fjärilsart som beskrevs av Walsh 1864. Nemoria venustus ingår i släktet Nemoria och familjen mätare. Inga underarter finns listade i Catalogue of Life.